# بدل (نمایشنامه)
بدل یک تراژدی جاکوبین است به قلم توماس میدلتون و ویلیام رولی. این نمایشنامه به عنوان یکی از بهترین نمایشنامه‌های رنسانس شناخته می‌شود و نظر منتقدان بسیاری را به خود جلب کرده‌است. نمایشنامه در ۷ مه ۱۶۲۲ جواز اجرا به دست گروه «مستر آو رِوِلز» را گرفت و هامفری مازلیِ کتابفروش اولین بار در سال ۱۶۵۲ آن را منتشر کرد.

## نویسندگی
صفحه عنوان نمایشنامه میدلتون و رولی را به عنوان نویسندهٔ اثر معرفی می‌کند. احتمالاً میدلتون داستان اصلی و رولی داستان فرعی را تحریر کرده‌است. به نظر می‌آید که رولی داستان فرعی و صحنه‌های آغازین و پایانی را نوشته‌است، در حالی که میدلتون مسئول طرح اصلی بود - این تقسیم کار با توجه به همکاری‌های قبلی میدلتون و رولی، دور از ذهن نیست. طرح اصلی خود نمایش برگرفته از یک مجموعه داستان به قلم جان رینولدز است که در سال ۱۶۲۱ به چاپ رسیده بود.

## شخصیتها

### آلیکانته
- ورماندرو، فرماندار قلعه آلیکانته، پدر بئاتریس
- بئاتریس-جوانا، دختر ورماندرو
- دیافانتا، ندیمهٔ او
- تومازو د پیراکو، یکنجیبزاده
- آلونزو د پیراکو، برادر تومازو، خواستگار بئاتریس
- آلسمرو، نجیب‌زاده، خواستگار بئاتریس
- جاسپرینو، دوست آلسمرو
- دفلورس، خدمتکار ورماندرو

### دیوانه خانه
- آلیبیو، یک دکتر حسود
- لولیو، دستیار آلبیوس
- ایزابلا، همسر آلیبیو
- فرانسیسکو، دیوانه تقلبی
- آنتونیو، احمق تقلبی
- پدرو، دوست آنتونیو
- آلیبیو، یک دکتر حسود
- لولیو، دستیار آلبیوس
- ایزابلا، همسر آلیبیو
- فرانسیسکو، دیوانه تقلبی
- آنتونیو، احمق تقلبی
- پدرو، دوست آنتونیو

## خلاصه داستان
در این نمایشنامه دو داستان موازی وجود دارد. طرح اصلی در آلیکانته ("Allicante") روی بئاتریس-جوانا متمرکز است. بئاتریس یا آلونزو نامزد شده‌است. اما او آلسمرو را دوست دارد؛ بنابراین برای خلاص شدن از شر آلونزو، دفلورس را (که مخفیانه او را دوست دارد) مجبور می‌کند آلونزو را به قتل برساند. داستان فرعی در دیوانه خانه به آلیبیو و همسر جوانش ایزابلا می‌پردازد. فرانسیسکو و آنتونیو عاشق ایزابلا هستند و برای دیدن او به ترتیب وانمود می‌کنند که یک دیوانه و یک احمق هستند. لولیو هم او به او نظر دارد. داستان فرعی پایان خوش دارد.

## برخی از اقتباس‌ها
در سال ۱۹۷۴، نمایشنامه به عنوان بخشی از نمایش ماه، شبکهٔ بی‌بی‌سی به کارگردانی آنتونی پیج و با بازی استنلی بیکر در نقش دفلورس، هلن میرن در نقش بئاتریس-جوانا، برایان کاکس در نقش آلسمرو پخش شد.
فیلم تلویزیونی ۱۹۹۴، به کارگردانی سیمون کرتیس، طرح فرعی دیوانه خانه را حذف کرد و توسط بی‌بی‌سی با بازی الیزابت مک گاورن در نقش بئاتریس-جوانا، باب هاسکینز در نقش د فلورس، هیو گرانت در نقش آلسمرو و شان پرتوی در نقش تومازو پخش شد.
نسخهٔ سینمایی از این اثر (۱۹۹۸) به کارگردانی مارکوس تامپسون با بازی ایان دوری در نقش د فلورس در نقش آلسمرو به پردهٔ سینما راه یافت.
از اجراهای صحنه ای قابل توجه می‌توان به تولید تئاتر ملی در سال ۱۹۸۸ با بازی میراندا ریچاردسون در نقش بئاتریس-جوانا و جورج هریس در نقش د فلورس اشاره کرد.
در سال ۲۰۱۲ این نمایش در تئاتر «یانگ ویک» لندن به روی صحنه رفت. بازیگران دو نقش بازی کردند: نقش‌های اصلی و فرعی مانند دیافانتا و ایزابلا.
در سال ۲۰۱۴، دومینیک درومگول این نمایش را در خانه نمایش سام وانامیکر در تئاتر گلوب کارگردانی کرد و اجرا را تنها با استفاده از نور شمع برای اجرا بازسازی کرد.
اجرای سال ۲۰۱۶ در تئاتر ردبول.
بین سال‌های ۲۰۱۶–۲۰۱۷، این نمایشنامه چهار بار در شهر تورنتو اجرا شد، ازجمله توسط گروه تئاتر «استراتفورد فستیوال»، (کارگردان. جکی مکسول)، با بازی میکائلا دیویس و بن کارلسون.